# Louis-Alexandre Bouché
Pour les articles homonymes, voir Bouché.
Louis-Alexandre Bouché né le 10 janvier 1838 à Luzancy et mort le 2 mars 1911 dans la même commune est un peintre français.
Principalement paysagiste, il a peint quelques portraits dont celui de son épouse et celui de son maître Camille Corot. Hormis la France, il ne visite que l'Italie. Il est nommé chevalier de la légion d'honneur en 1905.

## Biographie
Louis-Alexandre Bouché est né le 10 janvier 1838 à Luzancy. Il est le fils de Nicolas-Pierre Bouché, tisserand âgé de quarante ans, et de son épouse, Hermantine Georgina Gatellier, âgée de trente ans.
Aîné d'une fratrie de huit enfants, il travaille à l'âge de dix ans dans une tuilerie dans sa commune natale puis à quinze ans est embauché dans un chantier de La Ferté-sous-Jouarre où est fabriqué  des meules de moulins. Louis-Alexandre Bouché consacre son temps libre au dessin, Louis-Jean-Marie Rémy lui donne ses premières leçons et organise la rencontre décisive entre son élève et Jean-Baptiste Camille Corot. Celui-ci lui conseille de se rendre à Paris,. Louis-Alexandre Bouché y travaille quelque temps puis voyage en France avant d'aller en Italie.
Il rejoint à son retour le hameau de Messy près de Luzancy. Il envoie au Salon des œuvres qui ont pour sujet la région de Luzancy, dont Le soir au bord de la Marne en 1864 et Bords de la Marne en 1911. Il expose au Salon entre 1864 et 1910. Louis-Alexandre Bouché exécute le portrait de son épouse en 1867. Bouché est un ami de Léon Lhermitte, d'Amédée Servin et de Joseph Paul Meslé (1855-1927).
Il reçoit une mention honorable en 1885. En 1895, il obtient une médaille de troisième classe. L'État achète ses tableaux et il est nommé chevalier de la légion d'honneur en 1905.
Louis-Alexandre Bouché meurt le 2 mars 1911 à son domicile à Messy dans la commune de Luzancy, puis est inhumé le 5 mars dans le cimetière de la commune. Il laisse dans le deuil sa veuve et son fils Louis.

## Œuvres

### 1860-1869
- Portrait de Jean-Baptiste-Camille Corot, 1860, huile sur toile[9]
- Un soir au bord de la Marne, Salon de 1864[2],[10].
- Vue prise dans la vallée de Martinvaast, près de Cherbourg, Salon de 1865[10].
- Souvenir d'Italie, Salon de 1866[10].
- Portrait de son épouse en buste, 1867, huile sur toile, signé et daté en bas à gauche, 45 × 38 cm[5].
- Un temps brumeux, le soir, au bord de la Marne, Salon de 1867[2],[10].
- Près de Meaux, 1868[11].
- Chemin creux à Luzancy, Salon de 1869[12].

### 1870-1879
- Ruine d'un moulin à la Ferté-sous-Jouarre, 1870, toile de 25 cm de hauteur et 39 cm de largeDescription : « Non loin d'un moulin en ruine, un pont et la campagne toute verdoyante; dans le fond, les maisons de la ville au-dessus desquelles s'élève le clocher. »[13],[14].
- Bouquet d'arbres à Luzancy le soir, Salon de 1870[12].
- Le Ru, sous-bois, Salon de 1870[12],[15].
- Un chemin dans les bois au mois de mars, Salon de 1872[12].
- Chemin creux à Luzancy, Salon de 1874[12].
- Une rue à Luzancy, Salon de 1874[12], huile sur bois H 0,718 m x L. 1,007 m[16], musée des beaux-arts de Limoges[1],[2].
- La Mare du village, Salon de 1874[12].
- Portrait de M. C. C., Salon de 1874[12].
- La Sortie du troupeau, Salon de 1875[12].
- Le Charriage du fumier, Salon de 1875[12].
- La Pluie, Salon de 1876[12].
- La Charrue, Salon de 1876[12].
- La Campagne au printemps, Salon de 1877[12].
- Le Berger qui se chauffe, Salon de 1877[12].
- Mon jardin, Salon de 1878[12].
- Soirée d'automne, bords de la Marne, Salon de 1878[12].
- Le Hameau, Salon de 1879[12].
- La Neige, Salon de 1879[12].

### 1880-1889
- La Marne, Salon de 1880[12].
- Chevaux de labour, Salon de 1880[12].
- La Tournée du meunier, Salon de 1881[12].
- La Promenade du jeudi, Salon de 1881[12].
- Une mare en hiver, Salon de 1882[12].
- La Ruelle aux ânes, Salon de 1882[12].
- Après l'orage, Salon de 1883Description : « Les corbeaux altérés s'abattent au bord des flaques d'eau de la route brune, rouge clair, qui serpente et s'enfonce à l'horizon, où s'élèvent deux grands peupliers. À gauche, dans la prairie, les meules de blé s'échelonnent en perspective, comme la ligne des massifs du fond se découpant sur un ciel gris et aux gros nuages argentés. Telle est l'économie de ce bon paysage »[17].
- Paysage avec cours d'eau, 1884, panneau de 23 cm de hauteur et 38 cm de largeDescription : « Rivière aux eaux profondes coulant à travers des collines boisées; sur le bord de cette rivière, un jeune garçon debout regarde devant lui. »[18].
- L'Eau morte, Salon de 1884[19].
- Le Bûcheron, Salon de 1884[19].
- Bords de la Marne, Salon de 1888[20], musée de Lyon, huile sur toile 145 H x 147 L[2],[21].
- Le Hameau. Crépuscule, Salon de 1888[20].

### 1890-1899
- Un coteau à Luzancy, Salon de 1890[22].
- La Marne à Meaux, Salon de 1890[22].
- Le Jardin de Mérantine, à Luzancy, Salon de 1891[23].
- Lever de Lune, Salon de 1895[24].
- Moutons sur une route, Salon de 1895[24].
- Cour de la ferme à Tourny (Normandie), Salon de 1897[25].
- Rue de village, le soir, Salon de 1897[25].
- Rue de village, 1898, toile de 32 cm de hauteur et 40 cm de largeDescription : « Par cette rue formée de rustiques maisons bâties en torchis, des vaches brunes que conduit un paysan descendent lentement sous des arbres. »[18].

### 1900-1909
- La Vachère, 1900, toile de 44 cm de hauteur et 35 cm de large.Description : « Paysanne suivant une vache qui traverse un pré le long d'une route menant à la porte d'une chaumière »[26].
- Bords de rivière, 1900, toile de 27 cm de hauteur et 40 cm de large.Description : « Longue colline noirâtre au pied de laquelle coule une rivière dont les bords sont chargés de plantes et de fleurs des champs jaunes et blanches. »[27].
- La Marne à Saint-Aulde, le soir, 1901, H. 1,15 m L. 1,47 m, musée d'art moderne et contemporain de Strasbourg[28].
- Les Meules, 1901, toile de 33 cm de hauteur et 46 cm de large.Description : « cinq ou six meules dressées dans un champ de blé coupé ; auprès de l'une de ces meules une charrette que l'on est en train de charger, des poules picorent à l'entour. »[27].
- La Route du village, 1902, toile de 44 cm de hauteur et 55 cm de large.Description : « Troupeau d'oies traversant une route pour rejoindre les maisons d'un hameau que des arbres ombragent. »[26].
- Bords de rivière, 1902, toile de 33 cm de hauteur et 46 cm de large.Description : « Eau coulant tranquille; la rive, au premier plan, est parsemée de fleurs des champs blanches et jaunes; au fond, des coteaux boisés. »[29].
- Paysage avec des moutons - crépuscule, 1902, hauteur 39 inches et largeur 46 inches.Description : « Une grande ferme avec des dépendances au toit de chaume se dresse dans une rue du village sur une large route sablonneuse, et à travers la grande porte ouverte de la basse-cour, une paysanne, accompagnée d'un chien, garde un grand troupeau de moutons dans l'enclos. Sur la droite, la route serpente entre les maisons dispersées et disparaît à mi-distance. L'horizon est formé par une ligne de collines boisées contre un ciel brillant au coucher du soleil, et de grands nuages de tempête menaçants dérivent vers le zénith. Bouché a reçu de nombreuses lettres d'inspiration sur la qualité de son travail de la part des leaders de l'art en France. » (William Bouguereau, Jean-Jacques Henner, Tony Robert-Fleury, Léon Lhermitte, Henri Harpignies)[30],.Vendu à New-York le 27 avril 1906 au vicomte Joseph Jefferson au prix de 1350 $[2].
- Moutons au pâturage, 1903, toile de 49 cm de hauteur et 65 cm de large.Description : « Troupeau de moutons qui, sous la garde de son berger, broute l'herbe d'une prairie nouvellement fauchée. »[31].
- La rentrée du troupeau, 1904, toile de 34 cm de hauteur et 42 cm de large.Description : « Troupeau de moutons ramenés à l'étable de la ferme par une vieille paysanne. »[29].
- Le Passeur, 1904, toile de 46 cm de hauteur et 61 cm de large.Description : « Au tournant d'une rivière bordée de saules, dans une large vallée couverte de plantes et d'herbages, un passeur assis à l'avant de son bateau et tenant une gaule. »[31].
- La Rentrée du troupeau, 1905, toile de 65 cm de hauteur et 50 cm de largeDescription : « Des moutons conduits par une jeune paysanne s'en reviennent à leur étable située tout auprès de grands arbres. Ciel aux nuages jaunes vivement colorés par un soleil couchant. »[13].
- Les Chèvres, exposition internationale des beaux-arts 1906[32].

### Année inconnue
- Dans les balastières de Messy, musée de Château-Thierry[2].
- Le Grand saule, musée de Limoges[2].
- Paysage à Luzancy, musée de Limoges[2].
- Paysage au crépuscule, hauteur 15 inches et largeur 21,5 inches, collection privéeDescription : « Un sentier sinueux au centre du premier plan, entre des prairies herbeuses, le long duquel s'égare la figure d'une paysanne portant un enfant. Un grand rideau de masses d'arbres penchés, à la manière des Harpignies, tache partiellement le ruban d'un ruisseau au milieu de la distance, la berge boisée plus lointaine et les nuages au coucher de soleil rougeoyant. »[33].